# Encinas de Esgueva
Encinas de Esgueva település Spanyolországban, Valladolid tartományban.  Lakosainak száma 218 fő (2024).

## Népesség
A település népessége az utóbbi években az alábbiak szerint változott:
| Lakosok száma | 361  | 340  | 303  | 296  | 290  | 275  | 272  | 248  | 210  | 218  |
|               | 2001 | 2004 | 2007 | 2009 | 2012 | 2014 | 2017 | 2019 | 2022 | 2024 |